# Chilumena reprobans
Chilumena reprobans là một loài nhện trong họ Zodariidae.
Loài này thuộc chi Chilumena. Chilumena reprobans được Rudy Jocqué miêu tả năm 1995.